# Која Китагава
Која Китагава (јап. 北川 航也; 26. јул 1996) јапански је фудбалер.

## Каријера
Током каријере је играо за Шимицу С-Пулс.

## Репрезентација
За репрезентацију Јапана дебитовао је 2018. године. За тај тим је одиграо 3 утакмице.

## Статистика
| Јапан  | Јапан   | Јапан  |
| Година | Наступи | Голови |
| ------ | ------- | ------ |
| 2018.  | 3       | 0      |
| Укупно | 3       | 0      |